# 55 Dywizja Piechoty (Imperium Rosyjskie)
55 Dywizja Piechoty (ros. 55-я пех. дивизия) – rezerwowa dywizja piechoty Imperium Rosyjskiego, okresu działań zbrojnych I wojny światowej.
Powstała z 3 Dywizji Grenadierów z Moskwy (25 Korpus Armijny, 4 Armia).

## Struktura organizacyjna
Lipiec 1914:
- dowództwo dywizji
- 217 Kowrowski pułk piechoty
- 218 Gorbatowski pułk piechoty
- 219 Kotielniczewski pułk piechoty
- 220 Skopiński pułk piechoty